# نفوروشچانکا
نفوروشچانکا (به لاتین: Neforoshchanka) یک منطقهٔ مسکونی در روسیه است که در باشقیرستان واقع شده‌است.